# Witold Rzegociński

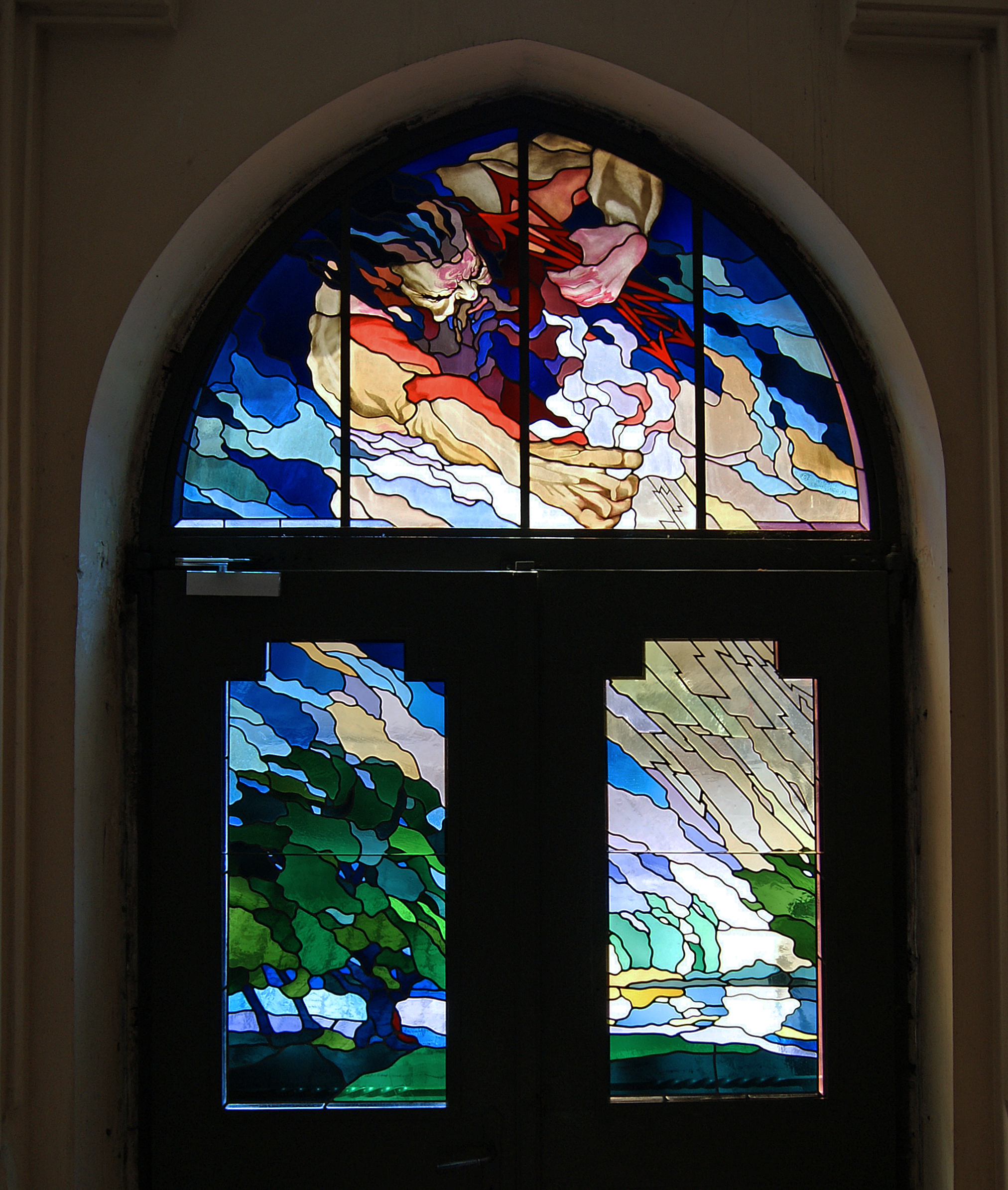
Witraż Perkun bóg piorunów (Collegium Witkowskiego Uniwersytetu Jagiellońskiego)

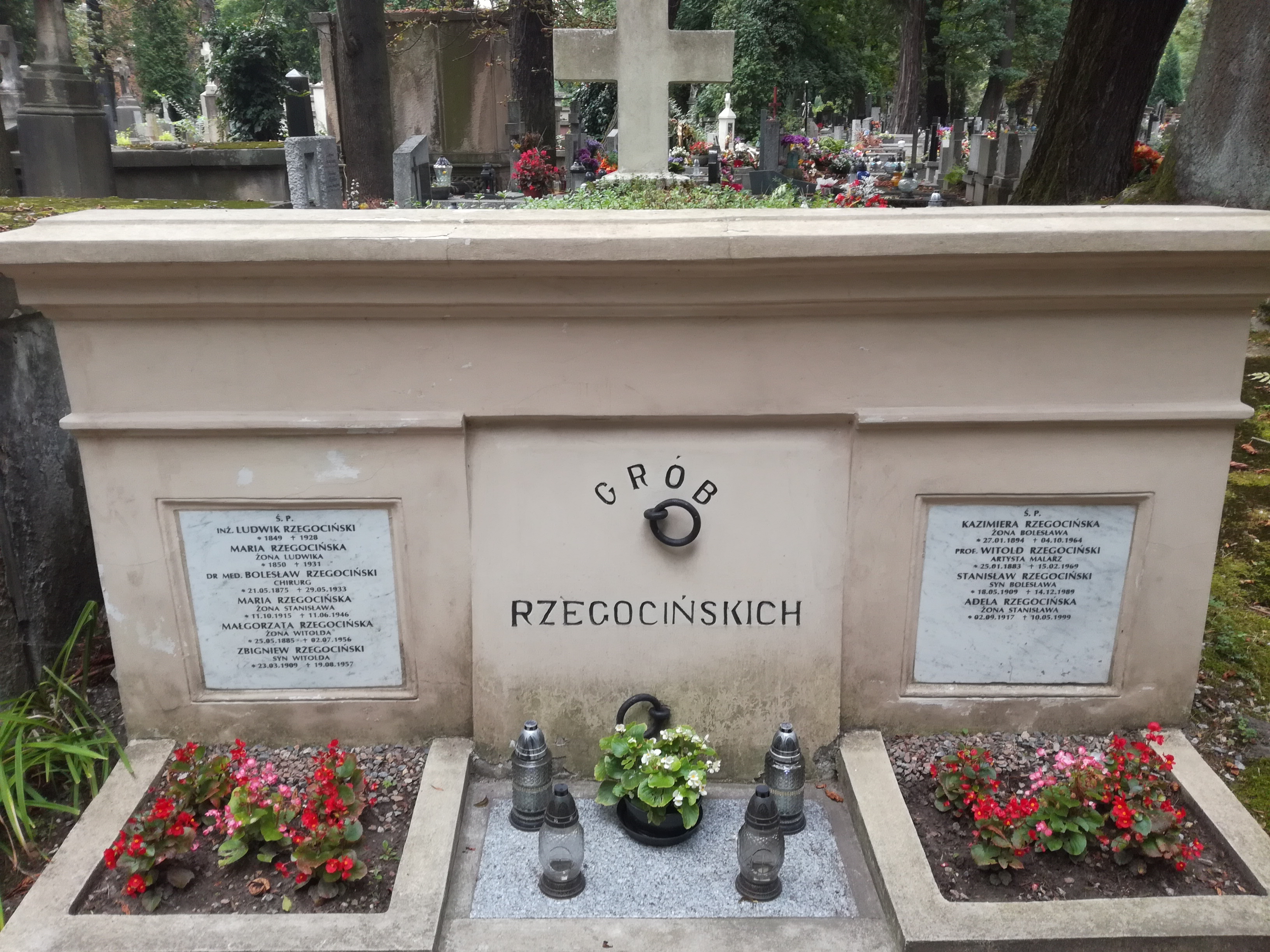
Grób Witolda Rzegocińskiego na cmentarzu Rakowickim

Witold Rzegociński (ur. 25 stycznia 1883, zm. 15 lutego 1969 w Krakowie) – polski malarz, projektant witraży, medalier i grafik.

## Życiorys
Studiował w krakowskiej Akademii Sztuk Pięknych pod kierunkiem m.in. Józefa Mehoffera, Leona Wyczółkowskiego, Józefa Unierzyskiego. W 1903 ukończył otrzymał dyplom i wyjechał do Paryża gdzie w „Ecole Nationale et Speciale de Beaux Arts” kontynuował naukę grafiki. Po powrocie do Krakowa został członkiem Towarzystwa Przyjaciół Sztuk Pięknych, a od 1921 Towarzystwa Artystów Malarzy i Rzeźbiarzy „Sztuka Rodzima” w Krakowie. Pełnił funkcję sekretarza w składzie pierwszego zarządu Związku Artystów Plastyków. Wykładał w Szkole Przemysłowej w Krakowie, po 1945 związany był zawodowo z tamtejszą Akademią Sztuk Pięknych, gdzie wykładał anatomię plastyczną i perspektywę. Uczył również w Instytucie Sztuk Plastycznych i Liceum Plastycznym w Krakowie. Jego twórczość obejmuje malarstwo krajobrazowe i portrety, wykonywał również projekty witraży i medali. Dorobek Witolda Rzegocińskiego znajduje się m.in. w Muzeum Narodowym w Warszawie, Krakowie, w Muzeach Okręgowych w Bydgoszczy, Siedlcach, Toruniu oraz w Muzeum Sztuki Medalierskiej we Wrocławiu.
Za działalność pedagogiczną był odznaczony srebrnym i brązowym medalem Akademii Sztuk Pięknych w Krakowie, oraz medalem brązowym za 50-letnią pracę w krakowskim oddziale Związku Polskich Artystów Plastyków. 
Pochowany 21 lutego 1969 na cmentarzu Rakowickim w Krakowie.